# Rust and Bone

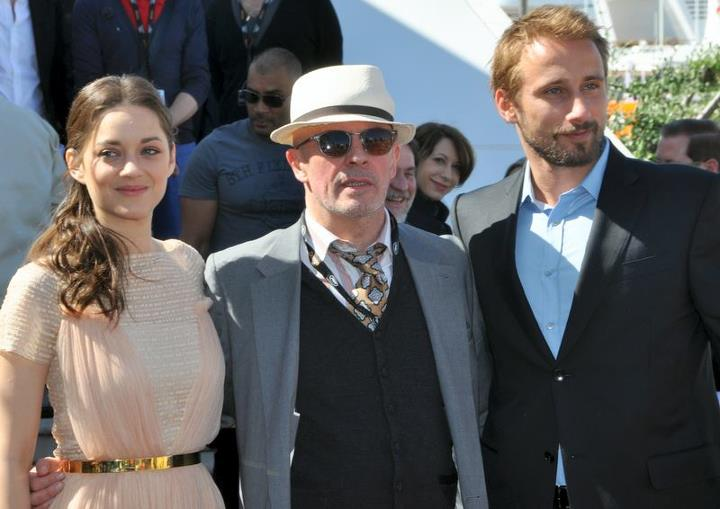
Marion Cotillard, Jacques Audiard och Matthias Schoenaerts vid Filmfestivalen i Cannes 2012

Rust and Bone (originaltitel: De rouille et d'os) är en fransk-belgisk dramafilm från 2012, i regi av Jacques Audiard och med Marion Cotillard och Matthias Schoenaerts i huvudrollerna. Handlingen följer romansen mellan en kvinnlig tränare av späckhuggare som råkar ut för en olycka och en manlig boxare hon möter. Filmen hade premiär 17 maj i huvudtävlan vid Filmfestivalen i Cannes 2012.

## Rollista
| Marion Cotillard     | – Stéphanie        |
| Matthias Schoenaerts | – Alain van Versch |
| Bouli Lanners        | – Martial          |
| Céline Sallette      | – Louise           |
| Corinne Masiero      | – Anna             |
| Alex Martin          |                    |
| Tibo Vandenborre     |                    |
| Mourad Frarema       | – Foued            |
| Jean-Michel Correia  | – Richard          |

## Mottagande
Gunnar Bergdahl beskrev i Helsingborgs Dagblad filmen som "Estetiskt utmejslad, vardagsdramatisk och helt originell". Bergdahl fortsatte: "Marion Cotillard är bedövande bra i huvudrollen och Audiard visar att det numera bokstavligen går att trolla med filmbilder. Men också Matthias Schoenaerts (...) gör något alldeles extra av mannen som vill gott men gör ont och som tjänar lite extra på blodiga knytnävsmatcher på dammiga bakgårdar."